# Circondario di Monza
Il circondario di Monza era uno dei circondari in cui era suddivisa la provincia di Milano.

## Storia
In seguito all'annessione della Lombardia dal Regno Lombardo-Veneto già incluso nell'Impero austriaco, al Regno di Sardegna (1859), fu emanato il decreto Rattazzi, che riorganizzava la struttura amministrativa del Regno, suddiviso in province, a loro volta suddivise in circondari. Il circondario di Monza fu creato come suddivisione della provincia di Milano.
Con l'Unità d'Italia (1861) la suddivisione in province e circondari fu estesa all'intera Penisola, lasciando invariate le suddivisioni stabilite dal decreto Rattazzi.
Il circondario di Monza venne soppresso nel 1926 e il territorio assegnato al circondario di Milano.
L'attuale provincia di Monza e della Brianza, istituita nel 2004 ma entrata in funzione nel 2009, comprende quasi tutti i comuni che furono del circondario di Monza, esclusi alcuni rimasti in provincia di Milano.

## Geografia antropica

### Suddivisioni amministrative
Nel 1863, la composizione del circondario era la seguente:
- mandamento I di Monza
  - Monza
- mandamento II di Monza
  - Balsamo; Biassono; Cassina de' Gatti; Cinisello; Cologno Monzese; Lissone; Maccherio; Moncucco di Monza; Muggiò; San Damiano di Monza; Sesto San Giovanni; Vedano al Lambro; Villa San Fiorano; Vimodrone
- mandamento III di Barlassina
  - Barlassina; Binzago; Birago; Bovisio; Cassina Amata; Cassina Savina; Ceriano; Cesano Maderno; Cogliate; Copreno; Lazzate; Lentate sul Seveso; Limbiate; Masciago Milanese; Meda; Misinto; Palazzolo Milanese; Seveso; Solaro; Varedo
- mandamento IV di Carate Brianza
  - Agliate; Albiate; Besana; Briosco; Calò; Capriano di Brianza; Carate di Brianza; Cazzano Besana; Colzano; Correzzana; Costa Lambro; Giussano; Montesiro; Paina; Renate; Robbiano; Sovico; Tregasio; Triuggio; Valle-Guidino; Veduggio; Verano; Vergo; Villa Raverio
- mandamento V di Desio
  - Cassina Aliprandi; Cusano sul Seveso; Desio; Dugnano; Incirano; Nova; Paderno Milanese; Seregno
- mandamento VI di Vimercate
  - Agrate Brianza; Aicurzio; Arcore; Bellusco; Bernareggio; Burago di Molgora; Camparada; Caponago; Carnate; Carugate; Cassina Baraggia; Cavenago di Brianza; Concorezzo; Lesmo; Mezzago; Omate; Oreno; Ornago; Ronco Briantino; Rugginello; Sulbiate Inferiore; Sulbiate Superiore; Usmate; Velate Milanese; Villanova Vimercate; Vimercate